# Vesa-Matti Loiri
Vesa-Matti "Vesku" Loiri (Helsínquia, 4 de janeiro de 1945 – Helsínquia, 10 de agosto de 2022) foi um ator, músico, flautista e cantor finlandês.

## Biografia
Loiri tornou-se ator em 1962, quando participou nesse ano no filme finlandês Pojat realizado por Mikko Niskanen que relata a vida dos jovens finlandeses durante a Segunda Guerra Mundial. A personagem mais importante interpretada por Loiri tem sido Uuno Turhapuro que entrou em 20 filmes entre 1973 e 2004. Loiri fez a maior parte dos seus trabalhos com Spede Pasanen.
Como músico interpretou composições poéticas de Perttu Hietanen e Eino Leino. Loiri toca também flauta.
Em 1980 participou no Festival Eurovisão da Canção (1980), interpretando o tema Huilumies (Um flautista) onde além de cantar tocou flauta. Esta canção obteve uma fraca classificação para a Finlândia (19.º lugar e último com 6 votos). Apesar da fraca classificação, a sua carreira não vacilou e Loiri gravou diversos álbuns, o último em 2016.
Loiri morreu em 10 de agosto de 2022, aos 77 anos de idade, em Helsínquia.

## Discografia

### Álbuns
- 4+20 (1971)
- Vesku Suomesta (1972)
- Veskunoita (1973)
- Vesku Helismaasta (1977)
- Eino Leino (1978)
- Ennen viimeistä maljaa (1980)
- Eino Leino 2 (1980)
- Vesa-Matti Loiri tulkitsee Oskar Merikannon lauluja (1981)
- Täällä Pohjantähden alla (1983)
- Eino Leino 3 (1985)
- Naurava kulkuri (1986)
- Voi hyvä tavaton (1987)
- Pim peli pom (1988)
- Sydämeeni joulun teen (1988)
- Unelmia (1989)
- Seitsemän kertaa (1990)
- Vesa-Matti Loiri (1994)
- Kaksin (1995)
- Uuno Kailas (1995)
- Rurja (1997)
- Sydämeeni joulun teen (1998)
- Kirkkokonsertti (2000)
- Eino Leino 4 – Päivän laskiessa (2001)
- Ystävän laulut (2003)
- Ystävän laulut II (2004)
- Ivalo (2006)
- Inari (2007)
- Kasari (2008)
- Hyvää puuta (2009)
- Skarabee (2010)
- Tuomittuna kulkemaan(2013)
- "Pyhät tekstit  (Warner Music Finland, 2016)

### Compilações
- Lapin kesä (1992)
- 20 suosikkia – Lapin kesä (1996)
- 20 suosikkia – Saiskos pluvan (1996)
- Lauluja rakastamisen vaikeudesta (1999)
- Kaikki parhaat (2001)
- Vesku Suomesta – Parhaat (2001)
- Naurava Kulkuri – (2008)
- Lauluni aiheet I (2012)
- Lauluni aiheet II (2012)
- Lauluni aiheet III (2012)
- Kaikkien aikojen Loiri (2014)